# Саранский завод автосамосвалов
ПАО «Сара́нский заво́д автосамосва́лов» — предприятие в городе Саранске, столице Республики Мордовия, специализирующееся на выпуске спецтехники на автомобильном шасси (автосамосвалы, автопоезда с полуприцепами, автомобили-фургоны, мусоровозы) и прицепов к легковым и грузовым автомобилям.
Завод создан в 1960 году. Входит в состав российской автомобилестроительной компании «Группа ГАЗ» (дивизион «Грузовые автомобили»).

## Продукция завода

### САЗ-3503
Самосвал на базе грузового автомобиля ГАЗ-52.

### САЗ-3507
Самосвал на базе грузового автомобиля ГАЗ-53.

### САЗ-3531
Самосвал на базе грузового автомобиля ГАЗ-66.

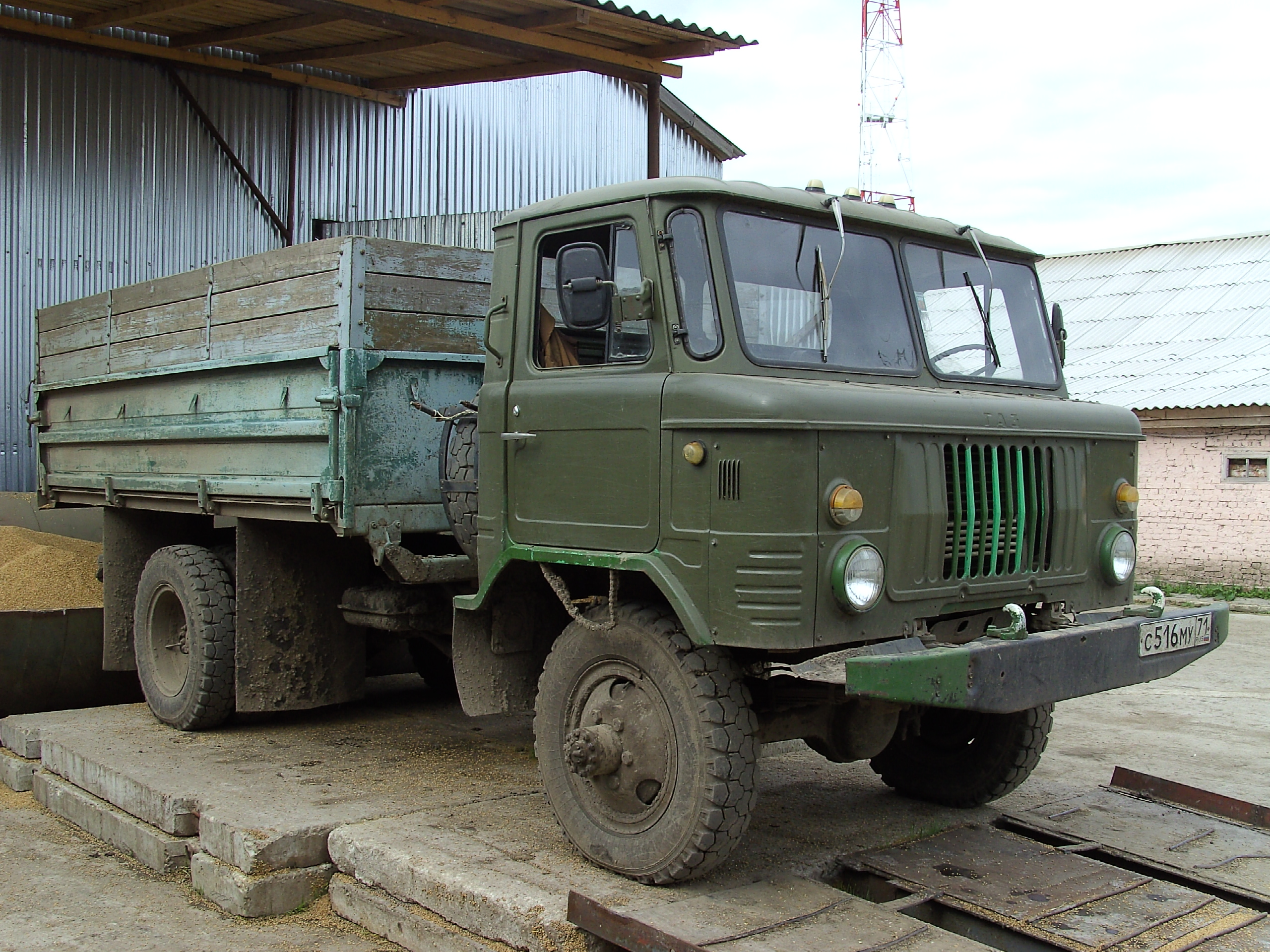
САЗ-3531 Саранского завода автосамосвалов

### САЗ-4509
Самосвал на базе грузового автомобиля ГАЗ-3309.

### САЗ-2507
Самосвал на базе грузового автомобиля ГАЗон Next.